# Oyiradai
 (août 2016).
Si vous disposez d'ouvrages ou d'articles de référence ou si vous connaissez des sites web de qualité traitant du thème abordé ici, merci de compléter l'article en donnant les références utiles à sa vérifiabilité et en les liant à la section « Notes et références ».
Oyiradai (mongol : Ойрадай; chinois : 斡亦剌歹), (?–1425) était un khagan de la dynastie Yuan du Nord, régnant de 1415 à 1425. Oyiradai monta sur le trône avec l'aide des Oirats après queDelbeg Khan ait été tué par les Mongols de l'Est dirigés par Adai Khan ou qu'il soit mort dans une bataille avec la dynastie Ming la même année. Son ascension au trône visait à légitimer le règne des Oirat parce qu'il était un descendant direct d'Ariq Böke. Si à l'origine il ne dirige que l'ouest du plateau mongol, il étend son territoire quelques années avant sa mort: avec l'aide de la dynastie Ming, les Mongols occidentaux dirigés par Toghan lancèrent deux campagnes importantes victorieuses en 1422 et 1423 respectivement contre Arughtai Chingsang et Adai Khan, qui contrôlaient l'est et le centre de la Mongolie.
Après la mort d'Oyiradai Khan en 1425, les conflits entre les Oirats et les clans mongols occidentaux ont laissé le trône du khan vacant pendant plusieurs années, et ce n'est qu'en 1433 que les Oirats ont finalement couronné Taisun Khan (Toghtoa Bukha) comme nouveau khan. Pendant ce temps, à l'est, les clans mongols orientaux rivaux de l'Oirat ont proclamé Adai Khan comme Grand Khan en 1425, ce qui a finalement abouti à une demi-décennie d'existence simultanée de deux khans soutenus par des clans mongols opposés.